# Симкин, Томми
Томми Джеймс Симкин (англ. Tommy James Simkin; род. 8 декабря 2004 года в Уолсолле, Англия) — английский футболист, вратарь клуба «Сток Сити».

## Клубная карьера
Томми является воспитанником «Сток Сити». Весной 2022 года он заключил с «гончарами» свой первый профессиональный контракт. Август того же года он провёл в аренде в клубе «Файлд», однако так и не сыграл в его составе. В начале сезона 2023/24 голкипер продлил контракт со «Сток и Сити» и сразу отправился на правах аренды в клуб Национальной лиги «Солихалл Мурс». Он провёл 18 игр за эту команду, пропустив в них 19 мячей. Из-за эпидемии травм во вратарской линии «Сток Сити» отозвал Томми из аренды в ноябре. 9 декабря он дебютировал за родной клуб в Чемпионшипе, пропустив 1 гол в матче с «Шеффилд Уэнсдей».
12 января вратарь отправился в новую аренду в клуб Лиги 2 «Форест Грин Роверс». Он успел провести только 1 игру, и после отставки главного тренера Троя Дини вернулся в «Сток Сити». В сезоне 2024/25 Томми снова выступал в Лиге 2 на правах аренды — на этот раз за «Уолсолл». В 40 матчах турнира он пропустил 45 голов.

## Международная карьера
Джеймс представлял Англию на юношеском уровне в 2021—2022 годах, не пропустив ни одного мяча в 4 международных встречах за сборную до 18 лет. В 2024 году в он провёл 6 игр за молодёжной сборной Англии (до 20 лет), пропустив 3 гола. В следующем году голкипер в составе молодёжной сборной Англии до 21 года принимал участие на молодёжном чемпионате Европы. Томми был запасным вратарём на турнире, ставшим для англичан победным, в то время как роль «первого номера» была отведена Джеймсу Бидлу.

## Достижения
Сборная Англии (до 21 года)
- Чемпион Европы среди молодёжи до 21 года: 2025